# Massacro a San Francisco
Massacro a San Francisco è un film del 1973 diretto da Lo Wei.
È il secondo e ultimo film da antagonista per Chuck Norris, nei panni del boss Chuck.

## Trama
Don Wong e John sono due poliziotti nonché compagni di pattuglia. Un giorno mentre ispezionano in macchina le strade di San Francisco, colgono di sorpresa due stupratori che stanno tentando di violentare una ragazza cinese; i due agenti grazie alla loro abilità nelle arti marziali riescono ad avere la meglio sui due aggressori, i quali vengono portati alla centrale. Ma alla centrale tuttavia accade un fatto insolito, ovvero la ragazza si rifiuta di denunciare e i due aggressori vengono rilasciati.
La mattina seguente mentre John esce di casa con la moglie in macchina, degli uomini a bordo di un camion si bloccano davanti alla loro auto e con un tranello fanno scendere John dalla macchina, lo assalgono e lo caricano sul camion. La moglie di John spaventata chiama Don con l'ausilio di una cabina telefonica, il quale si precipita in motocicletta nella strada dove è avvenuto il rapimento. Percorrendo un pezzo di strada arriva sulla spiaggia dove vede John che viene malmenato da diversi uomini, e si lancia nella mischia, commettendo però anche un omicidio. Don viene così cacciato dalla polizia e condannato ad un anno di prigione. Uscito di galera trova lavoro come cameriere, e fa conoscenza con il boss di San Francisco Chuck, il quale gli offre di lavorare per lui, ma Don rifiuta la collaborazione.
Uscito da un locale John vede dei furfanti cinesi con un bottino e cerca di affrontarli, ma uno di loro apre il fuoco su di lui ed è costretto a fuggire. Inseguito dai criminali viene ucciso nel giardino di casa della giovane cinese. Nel frattempo la polizia scopre che è stata svaligiata la banca, e fiutando le tracce dei rapinatori arrivano a scoprire il cadavere di John. Il capitano di polizia Newman interroga così i genitori di Sylvia Ling, i quali affermano di non essersi accorti del cadavere, ma Newman li arresta comunque come sospetti.
Deciso di scoprire l'omicida del suo compagno, Don svolge un'indagine per conto proprio. Ispeziona il giardino dove è morto il suo collega, e trova un pezzo di camicia. Parla anche con Sylvia Chang la quale le confida che non teme per i suoi genitori, in quanto il fratello del suo ragazzo è uno molto potente; e le dà anche l'indirizzo di un'abitazione di cinesi. Don si reca nell'abitazione e scopre a chi apparteneva il pezzo di camicia da lui ritrovato. Picchia il delinquente e lo trascina alla centrale di polizia; dove tuttavia il capitano Newman si rifiuta di arrestarlo per mancanza di prove. E come se non bastasse si permette anche di affrontare Don.
Don allora fa di nuovo visita al cinese omicida, e lo costringe a far chiamare il capo per poter sapere chia sta dietro a tutto. All'interno di un casolare abbandonato vede arrivare il capitano Newman il quale gli confida che i Ling moriranno quella sera stessa. Don affronta il capitano Newman in combattimento e lo uccide, dopodiché avverte l'avvocato di Ling di recarsi nella galera dove è tenuto il padre di Sylvia, e arriva giusto in tempo per salvarlo da un tentato omicidio.
Più tardi l'avvocato di Ling viene assassinato, e anche Don viene aggredito per strada per aver mancato di rispetto all Boss Chuck; tuttavia Don riesce come al suo solito a uscire illeso dalla rissa. In seguito viene interrogato per l'assassinio del capitano Newman, ma grazie a un alibi se la cava.
Sylvia va con il suo ragazzo alla casa del fratello di quest'ultimo, ovvero il Boss Chuck, e gli annuncia che vuole sposarlo. Chuck le dice che vuole parlarle in privato, e così la porta nella sua camera da letto e cerca di violentarla, ma il ragazzo di Sylvia arriva appena in tempo; e umilia Chuck dicendo che è stato lui a far arrestare i genitori di lei, che ha fatto uccidere il poliziotto e che ha rapinato la banca. Approfittando della lite fra i due Sylvia riesce a fuggire e giunge a casa di Don. Gli racconta tutto e così Don decide di andare da solo a casa di Chuck. Fingendo di essere interessato a lavorare per lui, Chuck lo informa delle losche attività di cui dovrà occuparsi quali furti, rapine e droga; ma a un certo punto qualcosa non va e decide di far ammazzare anche Don. Per tentare di salvarsi Don deve affrontare tutti gli uomini del Boss più lo stesso Chuck, ma incredibilmente ne esce vittorioso anche grazie all'intervento delle autorità.
Per l'ottimo compito svolto Don viene alla fine reintegrato nella polizia.

## Produzione
Massacro a San Francisco avrebbe dovuto essere la terza collaborazione tra Bruce Lee e Lo Wei, ma Lee non poteva più sopportare il regista. Il ruolo finì a Don Wong Tao, un attore di Taiwan figlio dell'attore George Wang.